# Eliane Havenith
Eliane Havenith (Wimmereux, 1918− Antwerpen, 2004) was een Belgische architect en stedenbouwkundige. Zij ontwierp hoofdzakelijk modernistische gebouwen en was ook actief als redactielid van de Belgische architectuurtijdschriften Architecture en Bouwen en Wonen.

## Biografie
Eliane Havenith behaalde in 1943 haar diploma architectuur aan het Nationaal Hoger Instituut voor Bouwkunst en Stedenbouw in Antwerpen (NHIBS). Ze was de eerste vrouw die afstudeerde als architect aan dit instituut. Nadien liep ze stage bij Léon Stynen, Jos Smolderen en Jan De Braey en behaalde ze een bijkomend diploma in stedenbouw (1949) aan het NHIBS en een master in “Planning & Housing” aan Columbia University in New York (1951). Vanaf 1952 was ze secretaris van CIAM (Congrès Internationaux d'Architecture Moderne) België. Tussen 1952 en 1953 werkt zij met de groep Alpha aan het Regionale Plan van Brussel.
Eliane Havenith stichtte in 1953 samen met Jean Stuyvaert, Willy Van Der Meeren en Paul-Émile Vincent het architectenbureau Nouvelle Architecture (Groupe NA) gevestigd in de Guldenvlieslaan 40 in Brussel. Zij was ook lid van de avant-garde groep Formes Nouvelles/Nieuwe Vormen die zich toelegde op de promotie van een moderne en betere wooncultuur.
Ter gelegenheid van de Wereldtentoonstelling van 1958 in Brussel ontwierp Eliane Havenith een stand in het paviljoen van Gebouwen en Woningen. Samen met Jean Stuyvaert, Paul Emile Vincent (Groupe NA) ontwierp ze voor Expo 58 ook de voetgangersbrug Madridlaan.
Vanaf 1952 was Eliane Havenith lid van de redactieraad van het Franstalige Belgisch architectuurtijdschrift Architecture. Revue bimestrielle d’architecture et d’urbanisme. Ze schreef verschillende bijdragen en stelde meerder themanummers samen waaronder:
- nr. 8 'Le Préfabrication' in 1953
- nr. 15 ‘Le Béton Précontraint’ in 1955 (in samenwerking met Robert Thirion)
- nr. 19 ‘L’Architecture Religieuse’ in 1956 (in samenwerking met G. Watelet)
- nr. 20 ‘L’Architecture dans la décoration’ in 1957 (in samenwerking met Jacques Dolphyn)
- nr. 27 ‘Bureaux’ in 1958
- nr. 36 'Bureaux' in 1960
- nr. 43 'Santé' in 1961 (in samenwerking met Jean Stuyvaert)

Tussen 1968 en 1978 gaf ze de cursus 'Theorie van de bouwkunst' aan het NHIBS, waar ze de eerste vrouwelijke lesgever was.

## Oeuvre (selectie)
- Voetgangersbrug Madridlaan, c. 1957 gebouwd. Architect Groupe NA (Paul-Émile Vincent, Jean Stuyvaert, Eliane Havenith)[5]
- Appartementsgebouw en dokterskabinet in Antwerpen. Architect: Eliane Havenith.[6]
- Winkel Rachin in Brussel. Architect: Groupe N.A. (Paul-Émile Vincent, Jean Stuyvaert, Eliane Havenith)[7]
- Kantoren en showroom voor Usines Peters-Lacroix (UPL) in Brussel. Architect: Marcel Anneet en Eliane Havenith[8] Dit gebouw werd gerenoveerd door de architectenbureaus V+ en ROTOR en huist momenteel MAD Brussels.[9]

## Archief
Het archief van Eliane Havenith wordt bewaard in de collectie van CIVA in Brussel.